# الدوري البولندي لكرة اليد
الدوري البولندي لكرة اليد هو الدوري الرئيسي لكرة اليد للمحترفين في بولندا. يدار من قبل اتحاد كرة اليد البولندي. تأسس في سنة 1955، ويتكون حاليا من قبل 12 فريقا. يعتبر في المركز السادس بين الدوريات الأوروبية وذلك في موسم 2016-2017.